# Azúcar melaza

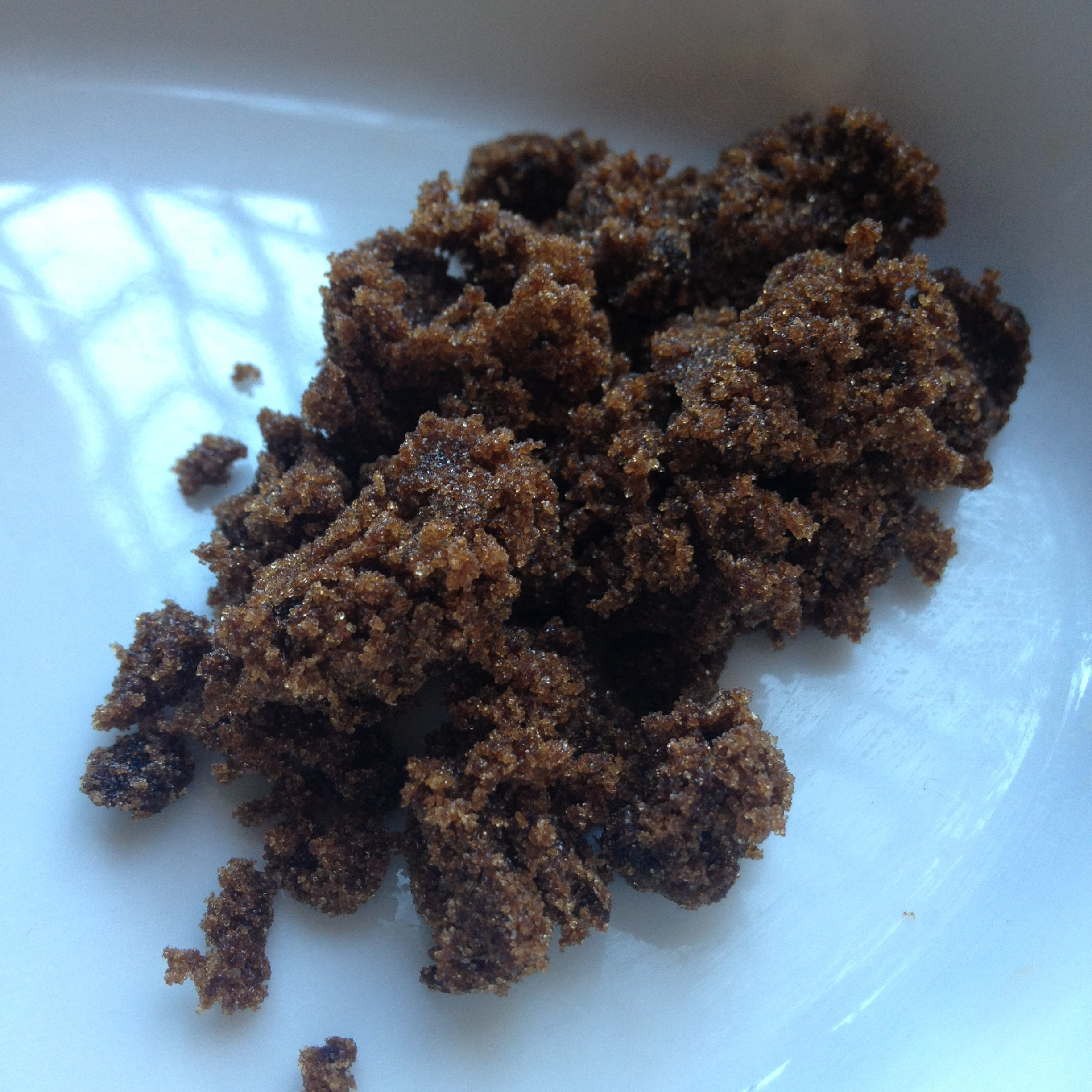
Azúcar melaza

El azúcar melaza o negra es un azúcar no refinado que proviene de la cristalización de las melazas, compuesto por cristales de sacarosa cubiertos por un alto contenido en melaza, la cual aporta una gran viscosidad, espesor y humedad. Tiene un sabor intenso a miel y regaliz.
Dentro de las características organolépticas hay varios factores a considerar cómo;
- Textura: está en estado sólido, granulado y es pegajoso debido al alto contenido en melaza.
- Color: marrón oscuro intenso.
- Olor: tiene compuestos volátiles tostados y a regaliz.
- Sabor: al comienzo presenta un sabor a miel, aunque después pasa a ser más intenso a regaliz. A diferencia del 'dark mascabado', un azúcar aparentemente igual, se puede decir que el azúcar melaza es más intenso.

Para concretar las características químicas se ha hecho un experimento en el laboratorio para llegar a unos resultados que nos indiquen sus propiedades cómo; la humedad, la densidad, la viscosidad y la concentración de sacarosa. Para calcular todos estos parámetros, se han utilizado varios utensilios cómo; el higrómetro (para saber la humedad), el picnómetro (para saber la densidad), el viscosímetro (por la viscosidad) y el refractómetro (para calcular el contenido en sacarosa).
| Azúcares      | Humedad (%) | Densidad (g/ml) | Viscosidad (kg·m−1·s−1.) | Concentración en sacarosa (grados Brix) |
| ------------- | ----------- | --------------- | ------------------------ | --------------------------------------- |
| Azúcar melaza | 85          | 1,18            | 3,15                     | 28,3                                    |

Con esta tabla se confirma que el azúcar melaza es un azúcar con un alto contenido de humedad, denso y viscoso.